# Codice Wabun
Il codice Wabun (和文モールス符号?, wabun mōrusu fugō, testo giapponese in codice Morse) è una forma di codice Morse utilizzata per trasmettere lettere, numeri e segni in giapponese. Diversamente da quanto accade nel codice Morse internazionale in cui ogni successione di punti e linee rappresenta lettere, numeri e segni dell'alfabeto latino, nel codice Wabun ogni successione rappresenta un kana, per questo motivo tale codice è a volte chiamato anche codice Kana.
Quando il codice Wabun viene interscambiato con il codice Morse internazionale, si utilizza il carattere di controllo DO (-..---) per segnalare l'inizio dell'utilizzo del Wabun ed il carattere di controllo SN (...-.) per segnalare il ritorno al codice internazionale.
Il codice Wabun è diventato famoso alle cronache poiché fu utilizzato per trasmettere il messaggio "NIITAKA-YAMA NOBORE 12 08"  (新高山登れ12 08?), cioè "Scalate il monte Niitaka", il 2 dicembre 1941, dando il via libera all'attacco giapponese di Pearl Harbor.

## Tabella
| Mora | Codice | Mora  | Codice | Mora  | Codice | Mora  | Codice | Mora  | Codice | Mora  | Codice | Mora  | Codice | Mora  | Codice | Mora  | Codice | Mora    | Codice | Punteggiatura  | Codice |
| ---- | ------ | ----- | ------ | ----- | ------ | ----- | ------ | ----- | ------ | ----- | ------ | ----- | ------ | ----- | ------ | ----- | ------ | ------- | ------ | -------------- | ------ |
| a ア | --•--  | ka カ | •-••   | sa サ | -•-•-  | ta タ | -•     | na ナ | •-•    | ha ハ | -•••   | ma マ | -••-   | ya ヤ | •--    | ra ラ | •••    | wa ワ   | -•-    | Dakuten ◌゛    | ••     |
| i イ | •-     | ki キ | -•-••  | shiシ | --•-•  | chiチ | ••-•   | ni ニ | -•-•   | hi ヒ | --••-  | mi ミ | ••-•-  |       |        | ri リ | --•    | (wi ヰ) | •-••-  | Handakuten ◌゜ | ••--•  |
| u ウ | ••-    | ku ク | •••-   | su ス | ---•-  | tsuツ | •--•   | nu ヌ | ••••   | fu フ | --••   | mu ム | -      | yu ユ | -••--  | ru ル | -•--•  | n ン    | •-•-•  | Macron ◌̄       | •--•-  |
| e エ | -•---  | ke ケ | -•--   | se セ | •---•  | te テ | •-•--  | ne ネ | --•-   | he ヘ | •      | me メ | -•••-  |       |        | re レ | ---    | (we ヱ) | •--••  | Virgola 、     | •-•-•- |
| o オ | •-•••  | ko コ | ----   | so ソ | ---•   | to ト | ••-••  | no ノ | ••--   | ho ホ | -••    | mo モ | -••-•  | yo ヨ | --     | ro ロ | •-•-   | wo ヲ   | •---   | Punto fermo 。 | •-•-•• |

## Tabella Wabun estesa
|       | Sillabe pure (gojūon)                                                                 | Sillabe pure (gojūon)                                                                 | Sillabe pure (gojūon)                                                                 | Sillabe pure (gojūon)                                                                 | Sillabe pure (gojūon)                                                                 | Digrammi (yōon) o sillabe contratte                                                    | Digrammi (yōon) o sillabe contratte                                                    | Digrammi (yōon) o sillabe contratte                                                    |
| a     | i                                                                                     | u                                                                                     | e                                                                                     | o                                                                                     | ya                                                                                    | yu                                                                                     | yo                                                                                     |                                                                                        |
| ----- | ------------------------------------------------------------------------------------- | ------------------------------------------------------------------------------------- | ------------------------------------------------------------------------------------- | ------------------------------------------------------------------------------------- | ------------------------------------------------------------------------------------- | -------------------------------------------------------------------------------------- | -------------------------------------------------------------------------------------- | -------------------------------------------------------------------------------------- |
| ∅     | ア a --•--                                                                            | イ i •-                                                                               | ウ u ••-                                                                              | エ e -•---                                                                            | オ o •-•••                                                                            |                                                                                        |                                                                                        |                                                                                        |
| K     | カ ka •-••                                                                            | キ ki -•-••                                                                           | ク ku •••-                                                                            | ケ ke -•--                                                                            | コ ko ----                                                                            | キャ kya -•-•• •--                                                                     | キュ kyu -•-•• -••--                                                                   | キョ kyo -•-•• --                                                                      |
| S     | サ sa -•-•-                                                                           | シ shi --•-•                                                                          | ス su ---•-                                                                           | セ se •---•                                                                           | ソ so ---•                                                                            | シャ sha --•-• •--                                                                     | シュ shu --•-• -••--                                                                   | ショ sho --•-• --                                                                      |
| T     | タ ta -•                                                                              | チ chi ••-•                                                                           | ツ tsu •--•                                                                           | テ te •-•--                                                                           | ト to ••-••                                                                           | チャ cha ••-• •--                                                                      | チュ chu ••-• -••--                                                                    | チョ cho ••-• --                                                                       |
| N     | ナ na •-•                                                                             | ニ ni -•-•                                                                            | ヌ nu ••••                                                                            | ネ ne --•-                                                                            | ノ no ••--                                                                            | ニャ nya -•-• •--                                                                      | ニュ nyu -•-• -••--                                                                    | ニョ nyo -•-• --                                                                       |
| H     | ハ ha -•••                                                                            | ヒ hi --••-                                                                           | フ fu --••                                                                            | ヘ he •                                                                               | ホ ho -••                                                                             | ヒャ hya --••- •--                                                                     | ヒュ hyu --••- -••--                                                                   | ヒョ hyo --••- --                                                                      |
| M     | マ ma -••-                                                                            | ミ mi ••-•-                                                                           | ム mu -                                                                               | メ me -•••-                                                                           | モ mo -••-•                                                                           | ミャ mya ••-•- •--                                                                     | ミュ myu ••-•- -••--                                                                   | ミョ myo ••-•- --                                                                      |
| Y     | ヤ ya •--                                                                             |                                                                                       | ユ yu -••--                                                                           |                                                                                       | ヨ yo --                                                                              |                                                                                        |                                                                                        |                                                                                        |
| R     | ラ ra •••                                                                             | リ ri --•                                                                             | ル ru -•--•                                                                           | レ re ---                                                                             | ロ ro •-•-                                                                            | リャ rya --• •--                                                                       | リュ ryu --• -••--                                                                     | リョ ryo --• --                                                                        |
| W     | ワ wa -•-                                                                             | ヰ (wi) •-••-                                                                         |                                                                                       | ヱ (we) •--••                                                                         | ヲ wo •---                                                                            |                                                                                        |                                                                                        |                                                                                        |
|       |                                                                                       |                                                                                       |                                                                                       |                                                                                       |                                                                                       |                                                                                        |                                                                                        |                                                                                        |
| *     | ン n •-•-•                                                                            | 、 Virgola •-•-•-                                                                     | 、 Virgola •-•-•-                                                                     | 。 Punto fermo •-•-••                                                                 | 。 Punto fermo •-•-••                                                                 | Dakuten ◌゛ Segno diacritico ••                                                        | Handakuten ◌゜ Segno diacritico ••--•                                                  | Chōonpuー Long Vowel •--•-                                                             |
|       |                                                                                       |                                                                                       |                                                                                       |                                                                                       |                                                                                       |                                                                                        |                                                                                        |                                                                                        |
|       | Sillabe pure con segni diacritici (gojūon con dakuten) o sillabe semipure e impure    | Sillabe pure con segni diacritici (gojūon con dakuten) o sillabe semipure e impure    | Sillabe pure con segni diacritici (gojūon con dakuten) o sillabe semipure e impure    | Sillabe pure con segni diacritici (gojūon con dakuten) o sillabe semipure e impure    | Sillabe pure con segni diacritici (gojūon con dakuten) o sillabe semipure e impure    | Digrammi con segni diacritici (yōon con dakuten) o sillabe contratte con diacritici    | Digrammi con segni diacritici (yōon con dakuten) o sillabe contratte con diacritici    | Digrammi con segni diacritici (yōon con dakuten) o sillabe contratte con diacritici    |
| a     | i                                                                                     | u                                                                                     | e                                                                                     | o                                                                                     | ya                                                                                    | yu                                                                                     | yo                                                                                     |                                                                                        |
| G (K) | ガ ga •-•• ••                                                                         | ギ gi -•-•• ••                                                                        | グ gu •••- ••                                                                         | ゲ ge -•-- ••                                                                         | ゴ go ---- ••                                                                         | ギャ gya -•-•• •• •--                                                                  | ギュ gyu -•-•• •• -••--                                                                | ギョ gyo -•-•• •• --                                                                   |
| Z (S) | ザ za -•-•- ••                                                                        | ジ ji --•-• ••                                                                        | ズ zu ---•- ••                                                                        | ゼ ze •---• ••                                                                        | ゾ zo ---• ••                                                                         | ジャ ja --•-• •• •--                                                                   | ジュ ju --•-• •• -••--                                                                 | ジョ jo --•-• •• --                                                                    |
| D (T) | ダ da -• ••                                                                           | ヂ ji ••-• ••                                                                         | ヅ zu •--• ••                                                                         | デ de •-•-- ••                                                                        | ド do ••-•• ••                                                                        | ヂャ ja ••-• •• •--                                                                    | ヂュ ju ••-• •• -••--                                                                  | ヂョ jo ••-• •• --                                                                     |
| B (H) | バ ba -••• ••                                                                         | ビ bi --••- ••                                                                        | ブ bu --•• ••                                                                         | ベ be • ••                                                                            | ボ bo -•• ••                                                                          | ビャ bya --••- •• •--                                                                  | ビュ byu --••- •• -••--                                                                | ビョ byo --••- •• --                                                                   |
|       |                                                                                       |                                                                                       |                                                                                       |                                                                                       |                                                                                       |                                                                                        |                                                                                        |                                                                                        |
|       | Sillabe pure con segni diacritici (gojūon con handakuten) o sillabe semipure e impure | Sillabe pure con segni diacritici (gojūon con handakuten) o sillabe semipure e impure | Sillabe pure con segni diacritici (gojūon con handakuten) o sillabe semipure e impure | Sillabe pure con segni diacritici (gojūon con handakuten) o sillabe semipure e impure | Sillabe pure con segni diacritici (gojūon con handakuten) o sillabe semipure e impure | Digrammi con segni diacritici (yōon con handakuten) o sillabe contratte con diacritici | Digrammi con segni diacritici (yōon con handakuten) o sillabe contratte con diacritici | Digrammi con segni diacritici (yōon con handakuten) o sillabe contratte con diacritici |
| a     | i                                                                                     | u                                                                                     | e                                                                                     | o                                                                                     | ya                                                                                    | yu                                                                                     | yo                                                                                     |                                                                                        |
| P (H) | パ pa -••• ••--•                                                                      | ピ pi --•• ••--•                                                                      | プ pu --•• ••--•                                                                      | ペ pe • ••--•                                                                         | ポ po -•• ••--•                                                                       | ピャ pya --••- ••--• •--                                                               | ピュ pyu --••- ••--• -••--                                                             | ピョ pyo --••- ••--• --                                                                |